# Ana Joković
Pour les articles homonymes, voir Joković.
Ana Joković, née le 16 septembre 1979 à Belgrade, est une joueuse serbe de basket-ball, évoluant au poste d'ailière.

## Club
- ?-2001 : Étoile rouge de Belgrade
- 2001-2003 : ŽKK Budućnost Podgorica
- 2003-2004 : Étoile rouge de Belgrade
- 2004-2005 : DKSK Miskolc  Hongrie
- 2005-2006 : Anda Ramat-Hasharon  Israël
- 2006-... : Lotos Gdynia  Pologne

## Palmarès
- Championnat d'Europe
  - 9e au Championnat d'Europe 2005 en Turquie
  - Participation au Championnat d'Europe 2003 en Grèce
  - Participation au Championnat d'Europe 2001 en France

### Distinction personnelle
- Meilleure marqueuse de l'Euroligue féminine de basket-ball 2002-2003